# Bahamy na Letnich Igrzyskach Olimpijskich 1960
Bahamy na Letnich Igrzyskach Olimpijskich 1960 reprezentowało 14 zawodników, byli to sami mężczyźni.

## Skład kadry

### Lekkoatletyka
Mężczyźni
- Tom Robinson

bieg na 100 m – odpadł w 1 rundzie eliminacyjnej
bieg na 200 m – odpadł w 1 rundzie eliminacyjnej
- Hugh Bullard

bieg na 400 m – odpadł w 1 rundzie eliminacyjnej
- Julian Brown

bieg na 800 m – nie wystartował

### Żeglarstwo
Mężczyźni
- Kenneth Albury

finn – 8. miejsce
- Durward Knowles i Sloane Farrington

star – 6. miejsce
- Godfrey Kelly, Maurice Kelly, Percy Knowles

dragon – 18. miejsce
- Bobby Symonette, Basil Kelly, Roy Ramsay

5,5 m – 8. miejsce
- Godfrey Lightbourn, Sigmund Pritchard

dragon – 25. miejsce